# Mådesudsagnsord
 Denne artikel bør gennemlæses af en person med fagkendskab for at sikre den faglige korrekthed.

Et mådesudsagnsord eller modalverbum er et verbum, der siger noget om det verbum der står efter det som fx "kan" i "Peter kan sove". Modalverber er ikke noget der er særligt for germanske sprog. På spansk findes fx hjælpeverberne 'ser' og 'estar'.[kilde mangler]

## Anvendelse af modalverber
Modalverbet giver yderligere information om hovedverbet. Det siger noget om i hvor høj grad det er noget man er nødt til at gøre, og modalverber har typisk ingen imperativform. De danske modalverber er burde, kunne, måtte, skulle, ville og lade, mens gide, orke, behøve og turde ikke altid opfører sig som modalverber – de ses således både med og uden "at" foran hovedverbet.
På dansk bliver infinitiv normalt udstyret med småordet "at", men det gælder ikke når der inden i sætningen er et modalverbum. Fx
1. Jeg skal cykle.
2. Jeg elsker at cykle.

Verbet "skal" er modalverbum og derfor er der ikke "at" foran cykle i sætning 1.